# Geum flavum
Geum flavum là loài thực vật có hoa trong họ Hoa hồng. Loài này được (Porter) E.P. Bicknell mô tả khoa học đầu tiên năm 1896.